# Macroglossum fasciata
Macroglossum fasciata är en fjärilsart som beskrevs av Hans Rebel 1910. Macroglossum fasciata ingår i släktet Macroglossum och familjen svärmare. Inga underarter finns listade i Catalogue of Life.